# Alruba
Alruba es un supuesto sistema astrométrico binario de estrellas en la constelación circumpolar norteña de Draco. Es apenas visible a simple vista como un punto de luz con una magnitud visual aparente de 5,76. Según mediciones de paralaje obtenidas durante la misión Gaia, se encuentra a una distancia de unos 457 años luz (140 parsecs) del Sol. El sistema se está acercando con una velocidad radial. De −2 km / s.